# 乌塞多姆
乌塞多姆是德国梅克伦堡-前波莫瑞州的一个市镇。总面积38.65平方公里，总人口1854人，其中男性930人，女性924人（2011年12月31日），人口密度48人/平方公里。